# Campionatele Mondiale de tenis de masă 2022
Campionatele Mondiale de tenis de masă 2022 se vor desfășura la Chengdu, China din 30 septembrie până în 9 octombrie 2022. Campionatele Mondiale pe echipe au fost programate inițial în aprilie și au fost amânate în septembrie din cauza pandemiei de COVID-19.

## Calificare
Echipele calificate au fost anunțate în iunie 2022. Numărul de echipe eligibile pentru trofeu în fiecare eveniment pe echipe s-a extins la 40, comparativ cu 24 de echipe la ediția din 2018. Cu toate acestea, doar 32 de echipe masculine și 28 de echipe feminine au ajuns la Chengdu cu diferențe față de lista originală.
| Calificare                                                                      | Echipa masculină | Echipa feminină |
| ------------------------------------------------------------------------------- | --- | --- |
| Gazdă                                                                           | China | China |
| Africa (5) Campionatele africane 2021                                           | Egipt Nigeria (absență) Algeria (absență) Togo (absență) Tunisia (absență) | Egipt Nigeria (absență) Tunisia (absență) Mauritius (absență) Algeria (absență) în plus: Africa de Sud |
| Americi (7) Campionate panamericane 2021                                        | Brazilia Chile (absență) Argentina (absență) Statele Unite ale Americii Canada Puerto Rico Peru (absență)                                                                              | Brazilia Canada Statele Unite ale Americii Chile (absență) Puerto Rico Argentina (absență) Guatemala (absență)                                                                                                  |
| Asia (11) Campionatele asiatice 2021                                            | Coreea de Sud Taipeiul Chinez India Japonia Iran Singapore Hong Kong, China Kazahstan Arabia Saudită Thailanda Uzbekistan                                                              | Japonia Coreea de Sud Hong Kong, China Singapore India Thailanda Taipeiul Chinez Kazahstan (absență) Iran Uzbekistan Indonezia (absență) în plus: Malaysia                                                      |
| Europa (12) Campionatele europene 2021 (8) și clasamentul mondial pe echipe (4) | Germania · Rusia (suspension) · Suedia · Danemarca · Anglia · Austria (absență) · Cehia · România · Portugalia · Franța · Croația · Slovenia · în plus: · Ungaria · Polonia · Slovacia | Germania · România · Franța · Portugalia · Austria (absență) · Ucraina (absență) · Polonia · Luxemburg · Ungaria · Rusia (suspendare) · Țările de Jos (absență) · Suedia · în plus: · Cehia · Italia · Slovacia |
| Oceania (3) clasamentul mondial pe echipe                                       | Australia Noua Zeelandă (absență) Vanuatu (absență) | Australia (absență) · Vanuatu (absență) · Fiji (absență) |
| Cotă intercontinentală (1) clasamentul mondial pe echipe                        | Belgia | Coreea de Nord (absență) |

## Program
Tragerea la sorți a avut loc la 28 septembrie. Faza grupelor începe la 30 septembrie și faza eliminatorie la 5 octombrie, finalele feminine și masculine având loc pe 8 și, respectiv, 9 octombrie.
| Probă↓/Dată →    | Vin 30        | Sâm 1         | Dum 2         | Lun 3         | Mar 4         | Mie 5 | Joi 6 | Vin 7 | Sâm 8 | Dum 9 |
| ---------------- | ------------- | ------------- | ------------- | ------------- | ------------- | ----- | ----- | ----- | ----- | ----- |
| Echipa masculină | Faza grupelor | Faza grupelor | Faza grupelor | Faza grupelor | Faza grupelor | 1/8 F | 1/8 F | QF    | SF    | F     |
| Echipa feminină  | Faza grupelor | Faza grupelor | Faza grupelor | Faza grupelor | Faza grupelor | 1/8 F | QF    | SF    | F     |       |

## Tabel medalii
| Loc   | Țară            | Aur | Argint | Bronz | Total |
| ----- | --------------- | --- | ------ | ----- | ----- |
| 1.    | China           | 2   | 0      | 0     | 2     |
| 2.    | Germania        | 0   | 1      | 1     | 2     |
| 2.    | Japonia         | 0   | 1      | 1     | 2     |
| 3.    | Taipeiul Chinez | 0   | 0      | 1     | 1     |
| 3.    | Coreea de Sud   | 0   | 0      | 1     | 1     |
| Total | Total           | 2   | 2      | 4     | 8     |

## Medaliați
| Probă            | Aur                                                              | Argint                                                                 | Bronz                                                                           |
| Echipa masculină | China Fan Zhendong Ma Long Liang Jingkun Wang Chuqin Lin Gaoyuan | Germania Dang Qiu Benedikt Duda Ricardo Walther Fanbo Meng Kay Stumper | Japonia Tomokazu Harimoto Shunsuke Togami Koki Niwa Mizuki Oikawa Jo Yokotani   |
| Echipa masculină | China Fan Zhendong Ma Long Liang Jingkun Wang Chuqin Lin Gaoyuan | Germania Dang Qiu Benedikt Duda Ricardo Walther Fanbo Meng Kay Stumper | Coreea de Sud Jang Woo-jin An Jae-hyun Cho Seung-min Cho Dae-seong Hwang Min-ha |
| Echipa feminină  | China Sun Yingsha Chen Meng Wang Manyu Wang Yidi Chen Xingtong   | Japonia Hina Hayata Mima Ito Miyuu Kihara Miyu Nagasaki Hitomi Sato    | Germania Ying Han Nina Mittelham Shan Xiaona Sabine Winter Annett Kaufmann      |
| Echipa feminină  | China Sun Yingsha Chen Meng Wang Manyu Wang Yidi Chen Xingtong   | Japonia Hina Hayata Mima Ito Miyuu Kihara Miyu Nagasaki Hitomi Sato    | Taipeiul Chinez Chen Szu-yu Cheng I-ching Liu Hsing-yin Li Yu-jhun Huang Yi-hua |